# Чешиново
Чешиново или Чешиновци или Чишиновци (на македонска литературна норма: Чешиново) е село в източната част на Северна Македония, в община Чешиново-Облешево.

## География
Селото е разположено в Кочанското поле, западно от град Кочани в близост до железопътната линия и главната автомобилна артерия, свързваща Кочани с долината на река Вардар.

## История
В XIX век Чешиново е изцяло българско село в Кочанска кааза на Османската империя. Според статистиката на Васил Кънчов („Македония. Етнография и статистика“) от 1900 година Чешиновци има 310 жители, всички българи християни.
В началото на XX век население на селото са под върховенството на Българската екзархия. По данни на секретаря на екзархията Димитър Мишев („La Macédoine et sa Population Chrétienne“) през 1905 година в Чешиновци има 320 българи екзархисти.
При избухването на Балканската война в 1912 година 2 души от Чешиновци са доброволци в Македоно-одринското опълчение. На 13 февруари 1915 година сръбските власти убиват 65-годишния Петруш Андонов.
В 1996 година митрополит Стефан Брегалнишки осветява темелния камък на църквата „Свети Димитър“. На 3 юни 2004 година готовият храм е осветен от архиепископ Стефан Охридски и Македонски. Ктитор е Владко Георгиевски, собственик МИК Свети Николе, а иконите са изработени от зограф Венко Цветков.
През 2006 година във връзка със сливането на старите общини Чешиново и Облешево възниква спор между двете големи села Чешиново и Облешево кое трябва да е новият общински център. Стига се до провеждането на референдум според който Облешево става общинският център.
Чешиновци и по-голямата част от населението на долината на Брегалница са заети главно в земеделието и най-вече в отглеждането на ориз.
Според преброяването от 2002 година селото има 998 жители, всички северномакедонци.

## Личности
Родени в Чешиново
- Атанас Левков, български революционер, деец на ВМОРО, четник в четата на Иван Бърльо в март - май 1915 година[8]
- Милан Левков Тренчев (1883 - след 1943), български революционер
- Мите Ефтимов, български революционер, деец на ВМОРО, четник в четата на Иван Бърльо в март - май 1915 година[9]